# Miriam Spoerri

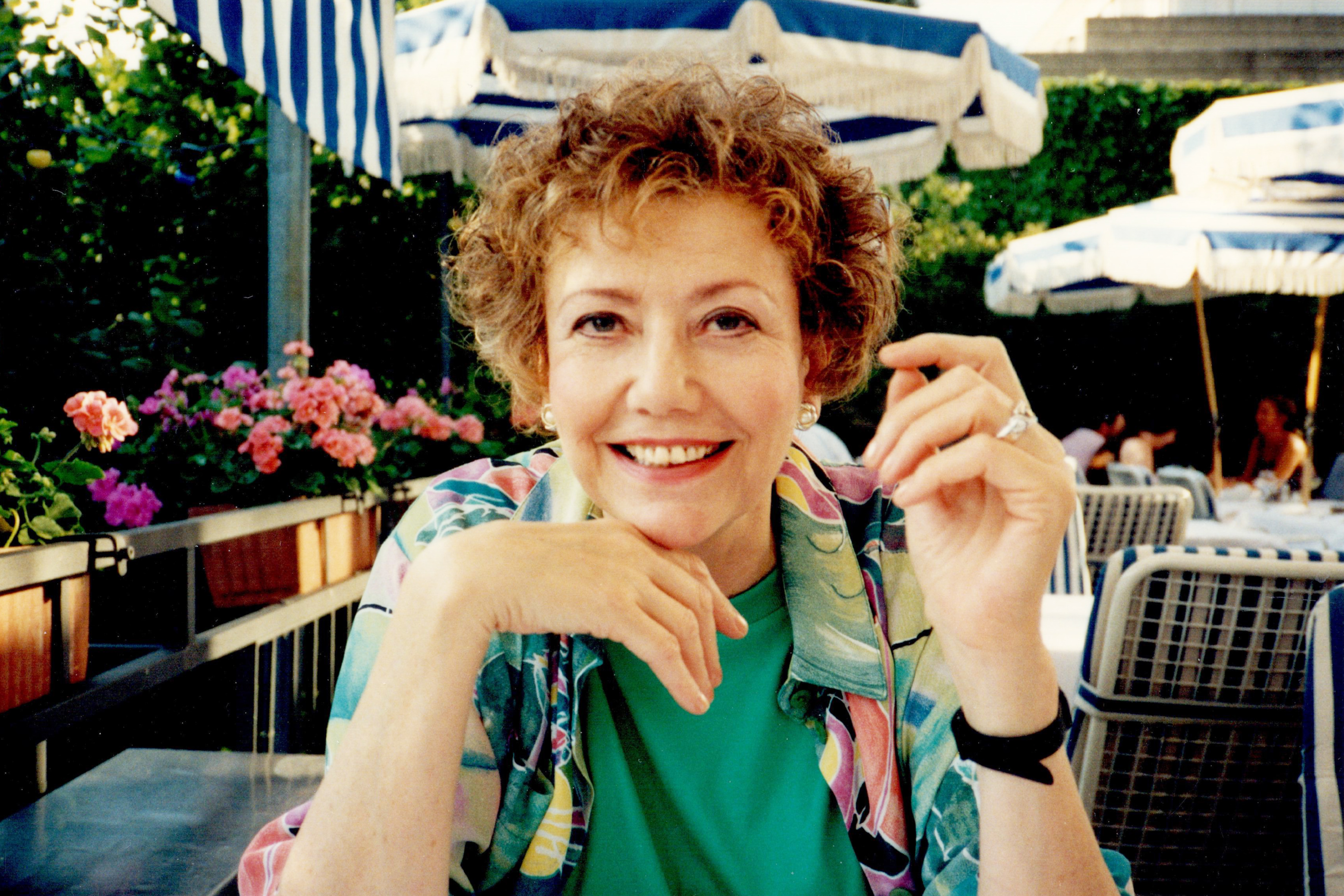
Miriam Spoerri (1991)

Miriam Spoerri (* 20. Juli 1931 als Miriam Feinstein in Galați, Rumänien; † 20. Februar 2010 in Zürich) war eine rumänisch-schweizerische Film- und Theaterschauspielerin. Sie war die Schwester von Daniel Spoerri und Theophil Spoerri.

## Leben
Miriam Spoerri war die Tochter des Missionars Isaac Feinstein und dessen Ehefrau Lydia Spoerri. Der Vater war vom jüdischen zum evangelischen Glauben konvertiert und arbeitete für die Norwegische Mission. Im Sommer 1941 ermordeten rumänische Faschisten ihn im Verlauf des Pogroms von Iași. Daraufhin flüchtete die Mutter, eine Schweizer Staatsbürgerin, 1942 mit ihren sechs Kindern in die Schweiz. Nach Gymnasium und Kunstgewerbeschule Basel studierte sie am Zürcher Bühnenstudio bei Erwin Kalser, Gustav Knuth, Walter Richter und Hermann Wlach Schauspielerei.
Miriam Spoerri war drei Mal verheiratet, mit Karl Walter Diess, Ernst Ginsberg und Herbert Fleischmann.
Aus der Ehe mit dem Schauspieler Karl Walter Diess stammt eine Tochter.

## Filmografie (Auswahl)
- 1960: Fabrik der Offiziere
- 1960: Emilia Galotti (Fernsehfilm)
- 1965: Freiheit im Dezember, Regie: Fritz Umgelter
- 1966: Kopfstand, Madam!
- 1966: Portrait eines Helden
- 1967: Mr. Arcularis, Fritz Umgelter
- 1968: Heidi kehrt heim
- 1968: Kraft des Gesetzes, Regie: Rolf Hädrich
- 1968: Diese Frau zum  Beispiel, Regie: Heinz von Cramer
- 1970: Baal
- 1972: Die Witwen oder eine vollkommene Lösung, Regie: Tom Toelle
- 1973: Victor oder die Kinder an der Macht
- 1973: Verwandte sind auch Menschen, Wolfgang Liebeneiner
- 1973: Plaza Fortuna', Regie: Wolfgang Liebeneiner
- 1976: Das Unglück
- 1978: Das Einhorn
- 1978: Späte Liebe, Regie: Ilse Hofmann
- 1978: Als Hitler das rosa Kaninchen stahl
- 1983: Der Sprinter
- 1985: Ein Leben zwischen Liebe und Wahnsinn, Regie: Matthias Zschokke
- 1992: Der Tod zu Basel
- 1995: Der Nebelläufer, Regie: Jörg Helbing

## Theaterrollen (Auswahl)

### Stadttheater St. Gallen
- 1953: Ein junges Mädchen in Der kleine Totentanz von Hans Rudolf Hilty
- 1953: Adrienne in die Marquise von Noel Coward
- 1953: Angelique in der eingebildete Kranke von Molière
- 1954: Gretchen in Faust von Johann Wolfgang von Goethe
- 1954: Luise in Kabale und Liebe von Friedrich Schiller
- 1954: Lucia in Ruf am Abgrund von Albert Steffen
- 1954: Dumme Magd in Die Feldpredigt von Regina Ullmann
- 1954: Thérèse in Die sechste Etage von Alfred Gehri
- 1954: Donna Diana in Donna Diana von Agustin Moreto
- 1955: Amine in Die Laune des Verliebten von Johann Wolfgang von Goethe
- 1955: Dorimène in Heirat wider Willen / Die Zwangsheirat von Molière
- 1955: Anna in Der schwarze Hecht von Paul Burkhard
- 1955: Thekla in Die Piccolomini von Friedrich Schiller
- 1955: Gräfin Adele in Die Freier von Joseph von Eichendorff
- 1955: Mirza / Gülnare in Der Traum ein Leben von Franz Grillparzer
- 1955: Kurrubi in Ein Engel kommt nach Babylon von Friedrich Dürrenmatt

### Schauspielhaus Graz
- 1957: Cleopatra in Caesar und Cleopatra von George Bernard Shaw

### Kurtheater Baden
- 1955: Antigone in Antigone von Jean Anouilh

### Schauspielhaus Zürich
- 1956: Miriamne in Winterwende von Maxwell Anderson
- 1962: Lili Dafon in Die Pariser Komödie von William Saroyan

### Deutsches Theater Göttingen
- 1958: Alison Porter in Blick zurück im Zorn von John Osborne
- 1958: Margaret in Die Katze auf dem heißen Blechdach von Tennessee Williams
- 1958: Anne Frank in Das Tagebuch der Anne Frank von Frances Goodrich

### Staatstheater Darmstadt
- 1961: Emilia in Emilia Galotti von Gotthold Ephraim Lessing
- 1962: Prinzessin in Liebes Leid und Lust von William Shakespeare

### Bad Hersfelder Festspiele
- 1961: Elektra in Orestie von Aischylos
- 1961: Die Schönheit in Welttheater von Hugo von Hofmannsthal
- 1962: Anja in Der Kirschgarten von Anton Tschechow
- 1963: Kurrubi in Ein Engel kommt nach Babylon von Friedrich Dürrenmatt
- 1963: Titania in Ein Sommernachtstraum von William Shakespeare
- 1964: Titania in Ein Sommernachtstraum von William Shakespeare

### Burgenland Burgspiele von Forchtenstein
- 1967: Eleonore in Die Jüdin von Toledo von Franz Grillparzer

### Kleines Theater im Zoo / Fritz Rémond Theater Frankfurt
- 1968: Coralie in Das ohnmächtige Pferd von Françoise Sagan
- 1969: Vilma in Das Märchen vom Wolf von Franz Molnar

### Tribüne Berlin
- 1970: Diana Rathbone in Sir Arthurs seltsame Spiele von Alexander Reeling

### Badisches Staatstheater Karlsruhe
- 1979: Rolle in Die Wupper von Else Lasker-Schüler

## Hörfunk
Im Jahr 1966 produzierten der Bayerische Rundfunk und der Südwestfunk eine Hörspielumsetzung des Romans Mein Name sei Gantenbein unter der Regie von Rudolf Noelte. Miriam Spoerri war, unter anderem mit Robert Freitag und Dagmar Altrichter, als Sprecherin tätig.

## Rezeption
„Miriam Spoerri, eine begabte Bühnenschauspielerin aus Zürich, spielt die Frau, die aus Enge und Eingesperrtsein fortstrebt, mit Charme und Intelligenz.“

„Das Einhorn: (…) Die Schweizerin Miriam Spoerri  meistert ihre Rolle als Verlegerin Melanie Sugg.“